# 佐野正巳
佐野 正巳（さの まさみ、1934年6月20日 - 2002年11月4日）は、日本の国文学者。
島根県松江市生まれ。中央大学大学院博士課程中退。静岡精華高等学校教諭、東京成徳短期大学専任講師、1970年神奈川大学外国語学部助教授、教授。上代文学（万葉集）および近世文学・国学を専門とした。

## 著書
- 『万葉集作家と風土』南雲堂桜楓社 1963
- 『近世国学新資料集解』三和書房 1972
- 『古代と国学資料』桜楓社 1972
- 『国学と蘭学』雄山閣 1973
- 『松江藩学芸史の研究 漢学篇』明治書院 1981
- 『出雲風土記とその社会』雄山閣出版 1989
- 『万葉の世界とその周辺』雄山閣 1996

### 共編著
- 『古典和歌新注 万葉篇』大場俊助共著 芦書房 1967
- 『歴史小説抄』前川清太郎共編 芦書房 1976
- 『新編林子平全集』全5巻、山岸徳平共編 1978-1980
- 『詞華集日本漢詩』全20巻 富士川英郎、松下忠共編 汲古書院 1984-1987
- 『紀行日本漢詩』全4巻 富士川英郎共編 汲古書院 1991-1993

## 論文
- ＜佐野正巳